# Tilman Riemenschneider
Tilman Riemenschneider (Heiligenstadt, intorno al 1460 – Würzburg, 7 luglio 1531) è stato uno scultore e intagliatore tedesco, fra i più celebri dell'epoca tardogotica e rinascimentale.

## Biografia

### Inizi ed apprendistato
Tilman Riemenschneider nacque fra il 1459 ed il 1462 ad Heiligenstadt nello Eichsfeld. Aveva circa cinque anni quando il padre dovette lasciare Heiligenstadt a causa di un suo precedente coinvolgimento nella faida conseguente alla lotta per la sede vescovile di Magonza, faida in cui perse tutte le sue proprietà. La famiglia si trasferì pertanto ad Osterode, dove il padre si stabilì come coniatore di monete e dove Tilman trascorse la sua infanzia e giovinezza.
Verso il 1473 Tilman aveva appreso l'arte della scultura e dell'intaglio probabilmente formandosi a Strasburgo (probabilmente presso la bottega degli eredi dello stile di Nikolaus Gerhaert von Leyden), e ad Ulm. A causa della scarsezza di fonti in merito, se ne sa ben poco. Con molta probabilità Tilman Riemenschneider era venuto anche in contatto con l'arte di Martin Schongauer, le cui incisioni in rame gli servirono anche più avanti come modello.
Nel 1483 raggiunse la sua futura patria di adozione, la residenza del Principe elettore a Würzburg, dove il 7 dicembre di quell'anno venne accolto nella Corporazione dei pittori, scultori e vetrai "San Luca", come apprendista pittore.
Dopo aver sposato, il 28 febbraio 1485, Anna Schmidt, vedova di un gioielliere, terminò il suo apprendistato e divenne membro effettivo della Corporazione. Le rigide regole all'interno delle corporazioni lasciavano infatti, a coloro che non erano del luogo, ben poche possibilità di essere accettati nella stretta cerchia degli artigiani locali.

### I matrimoni
Oltre allo status ed al patrimonio, la prima moglie di Tilman portò con sé anche tre figli. Morì dopo quasi dieci anni di matrimonio e gli lasciò una figlia avuta dallo stesso Tilman. Nel 1497 Tilman si sposò per la seconda volta. Anche la seconda moglie, Anna Rappolt, che gli diede un'altra figlia e tre figli, morì il nono anno di matrimonio. L'anno successivo Tilman si sposò per la terza volta, nel 1507, con Margarete Wurzbach, che lo lasciò vedovo, dopo di che egli si sposò una quarta volta, ma dell'ultima moglie, che infine gli sopravvisse, è noto solo il nome di battesimo, Margherita.

### La scalata sociale
Tilman possedeva, oltre ad un talento elevatissimo nella sua arte, anche un buon senso degli affari. A partire dal 1500 ebbe un notevole numero di offerte come artista e divenne pertanto un ricco borghese.
Era proprietario di numerose case a Würzburg, ricche proprietà terriere con vigne ed un fiorente laboratorio nel quale impiegava molti collaboratori. Nel novembre del 1504 venne chiamato a far parte del Consiglio della Città di Würzburg, e ne fu membro per oltre 20 anni.
Grazie alla carica di pubblico ufficiale ed ai privilegi concessi ai consiglieri egli non solo accrebbe il suo prestigio, bensì ottenne anche molti grandi e redditizi incarichi. Dal 1520 al 1524 subentrò anche nella carica di Borgomastro. Soffiava sulla Germania il vento della Riforma, che trasse a sé anche numerosi cittadini di Würzburg. Il Consiglio cittadino conduceva già da lungo tempo liti con il potente principe-vescovo, che come signore del paese risiedeva nella Fortezza di Marienberg, che sovrastava appunto la città di Würzburg. La diatriba ebbe il suo apice nel 1525 durante la Guerra dei contadini tedeschi, quando contadini in rivolta si raccolsero attorno alla città ed i cittadini di Würzburg si allearono con loro contro il vescovo. Tilman prese le parti dei contadini.

### La caduta
La fortezza di Marienberg tuttavia riuscì a reggere l'assedio ed il vescovo, Corrado II di Thüngen, minacciò addirittura di distruzione la città, il che demoralizzò i cittadini nella loro volontà di combattere. La battaglia decisiva ebbe luogo fuori città il 4 giugno 1525 e gli avanzanti lanzichenecchi di Georg von Waldburg-Zeil annientarono i contadini, che erano rimasti privi di guida militare, dato che il loro comandante Götz von Berlichingen se n'era andato prima della battaglia. All'interno della città persero la vita 8.000 cittadini. Si spense così anche la rivolta dei cittadini di Würzburg, che dovettero sottomettersi al principe-vescovo.
I capi della rivolta, tra i quali tutti i Consiglieri cittadini, furono tradotti nelle segrete della fortezza di Marienberg, torturati ed in parte ferocemente puniti. Anche Tilman Riemenschneider rimase due mesi in reclusione e subì la tortura. A lungo resse la leggenda che all'artista erano state rotte le mani in carcere e quindi non aveva più potuto lavorare, ma di tutto ciò non esiste alcuna prova storica. Insieme ad altri consiglieri egli venne presto liberato e punito con la confisca di una grossa parte dei suoi beni. L'autorità regnante si preoccupò inoltre che il nome di Tilman Riemenschneider cadesse presto nell'oblìo.
Dopo la sua liberazione infatti, egli non ottenne più grandi commesse. Fino alla sua morte (1531) egli condusse con la sua quarta moglie a Würzburg una vita ritirata. Come suo successore nel suo laboratorio gli subentrò il figlio più noto Georg, detto Jörg, nato dal secondo matrimonio. Tilman Riemenschneider venne riscoperto per il pregio delle sue opere solo nel XIX secolo.

## Luoghi della memoria
Riemenschneider abitava a Würzburg nella Franziskanergasse 1, ove morì il 7 luglio 1531. Una targa commemorativa lo ricorda come costruttore e borgomastro.
La sua tomba, realizzata dal figlio Jörg, fu riscoperta solo nel 1822. Si trova nel luogo dove fu rinvenuta, all'ingresso del Duomo di Würzburg, contro la parete esterna, attigua al Museo. Una copia della lapide si trova nel Museo interno alla fortezza di Marienberg.

## Stile
Tilman fu uno scultore importantissimo per la scultura gotica tedesca ed europea. Le sculture in legno ed in pietra di Riemenschneider si distinguono per la severità espressiva dei volti, specchio vibrante di una interiorità dei personaggi ritratti, oltre che per i dettagli degli abiti. L'uso dei volumi, in pieno e vuoto, dei suoi lavori in altorilievo, è segno evidente di un grande talento visivo ed intagliatore, oltre che di una profonda partecipazione emotiva nei confronti dei personaggi ritratti, spessissimo personaggi di carattere religioso.
Pur mantenendosi appunto in ambito religioso, l'umanità evidente dei suoi personaggi, le caratteristiche espressive dei volti, collocano Tilman già verso il Rinascimento e l'arte laica fiamminga. In una sorta di corto-circuito storico-artistico, Riemenschneider accolse in sé le aspirazioni del popolo, la sua umanità religiosa, per traghettarle verso la più alta forma di espressione scultorea, pur rimanendo circoscritto, per motivi personali, ad un raggio d'azione piuttosto ristretto, non oltre i confini del suo Principato. Va anche detto però che l'ammirazione che artisti italiani ebbero per Tilman è ben nota; è riportata, ad esempio indirettamente dal biografo di Michelangelo, Ascanio Condivi, che dichiara in più luoghi come l'artista fosse rimasto ammirato dalle opere di Martin Schongauer e Tilman Riemenschneider.
Alcune delle sue opere non furono mai colorate e create fin dall'inizio seguendo le venature del legno: fu il primo scultore importante in cui si riscontra questa tecnica. La coloritura di alcune sue opere, peraltro, venne a lui ispirata da un suo contemporaneo Jakob Mülholzer, attivo dal 1490 al 1514.
Seguaci e allievi di Riemenschneider furono Peter Breuer, Peter Dell, Hans Fries v. Mergentheim, Hans Gottwalt, Philipp Koch e tanti altri.

## Opere (Selezione)

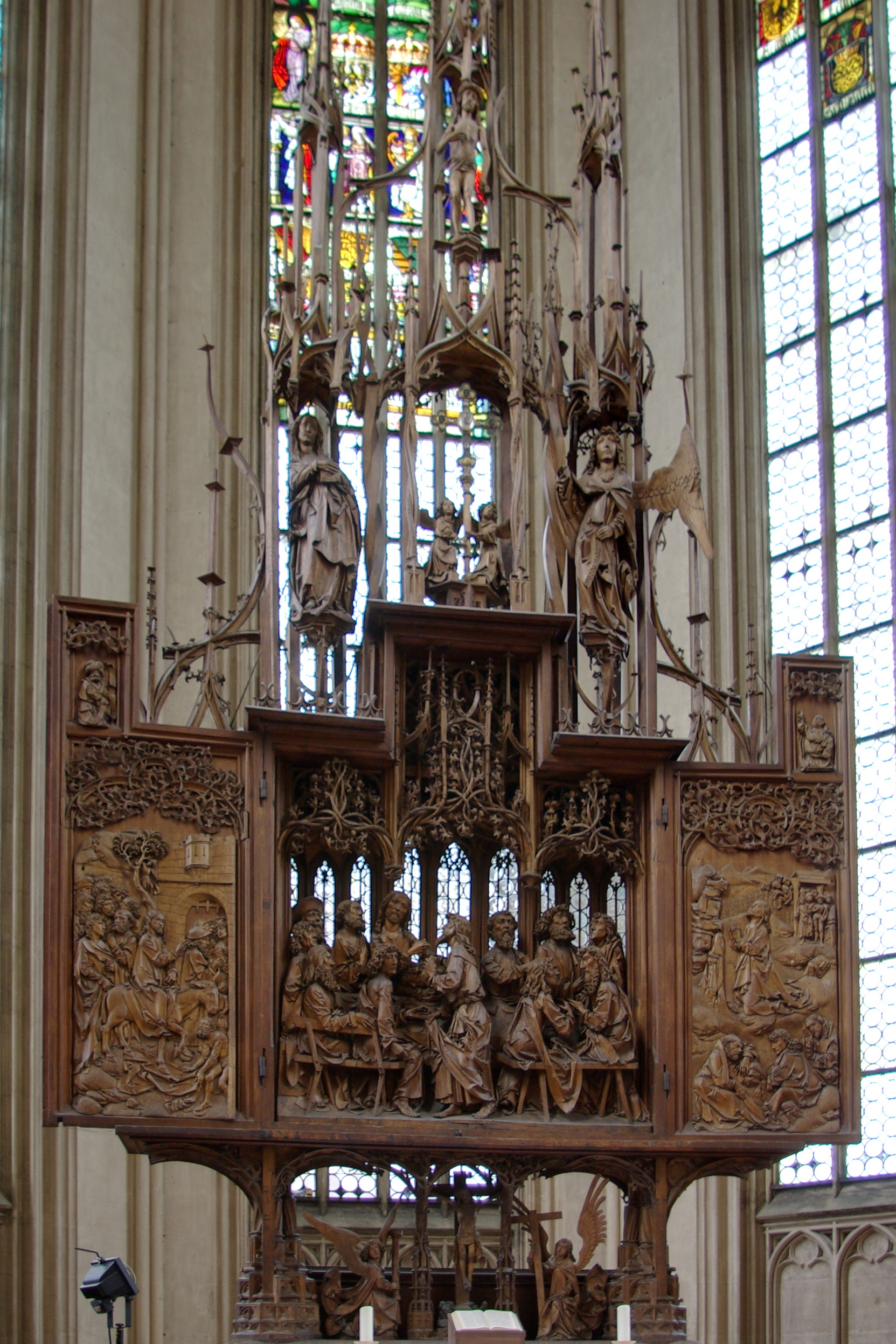
Altare del Sacro Sangue, Rothenburg ob der Tauber
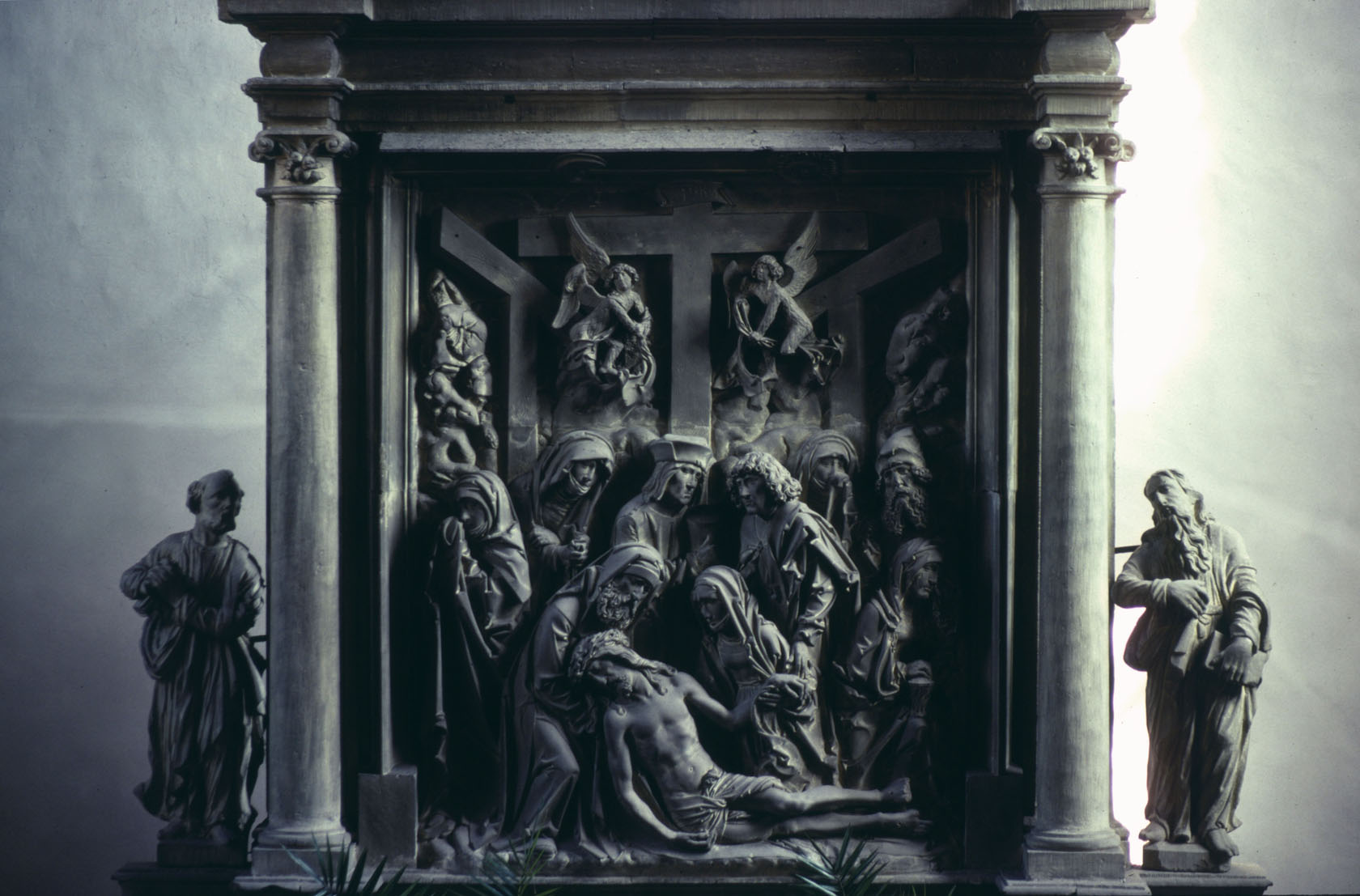
Compianto di Cristo, Maidbronn
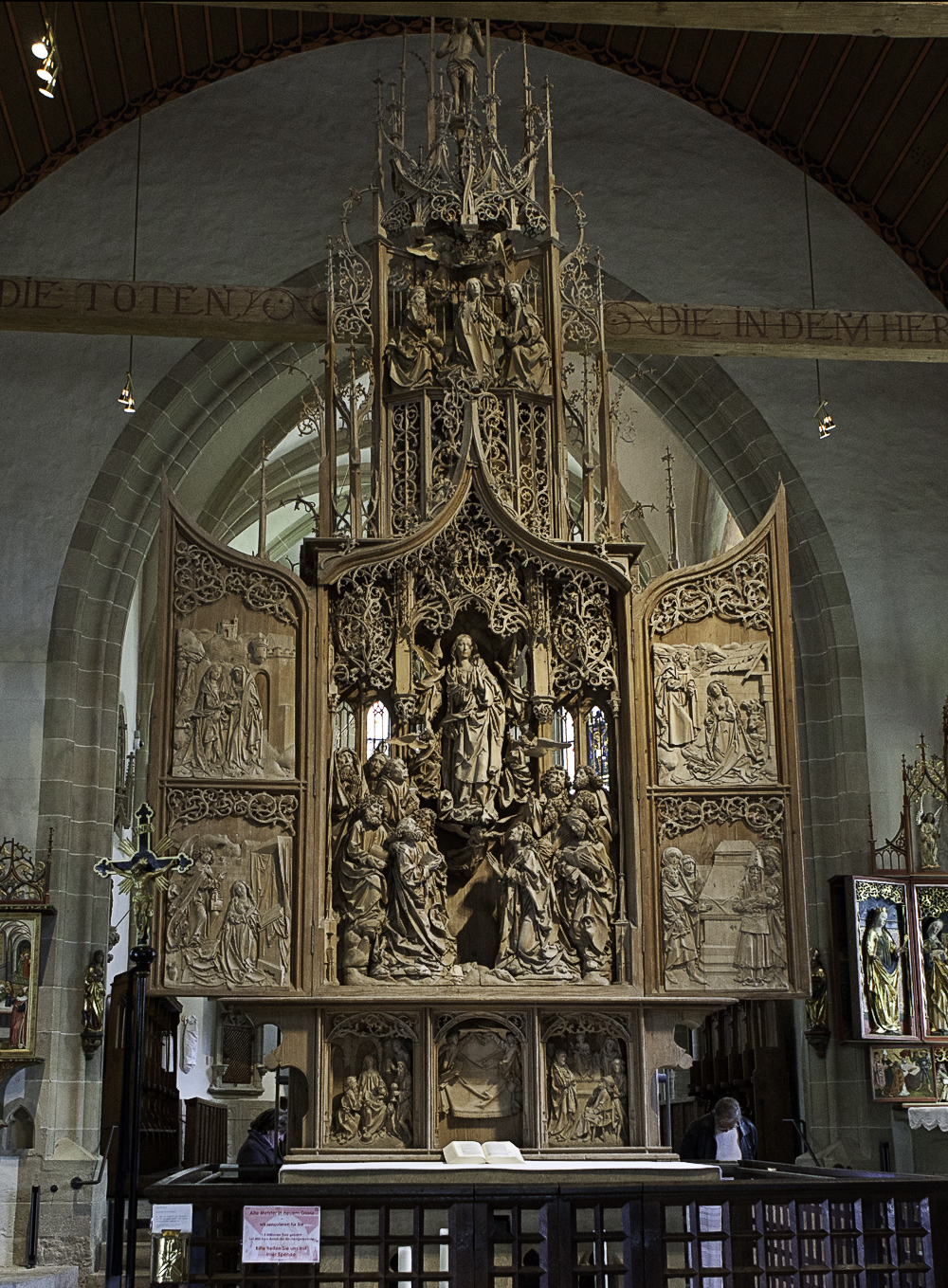
Altare di Maria - Creglingen
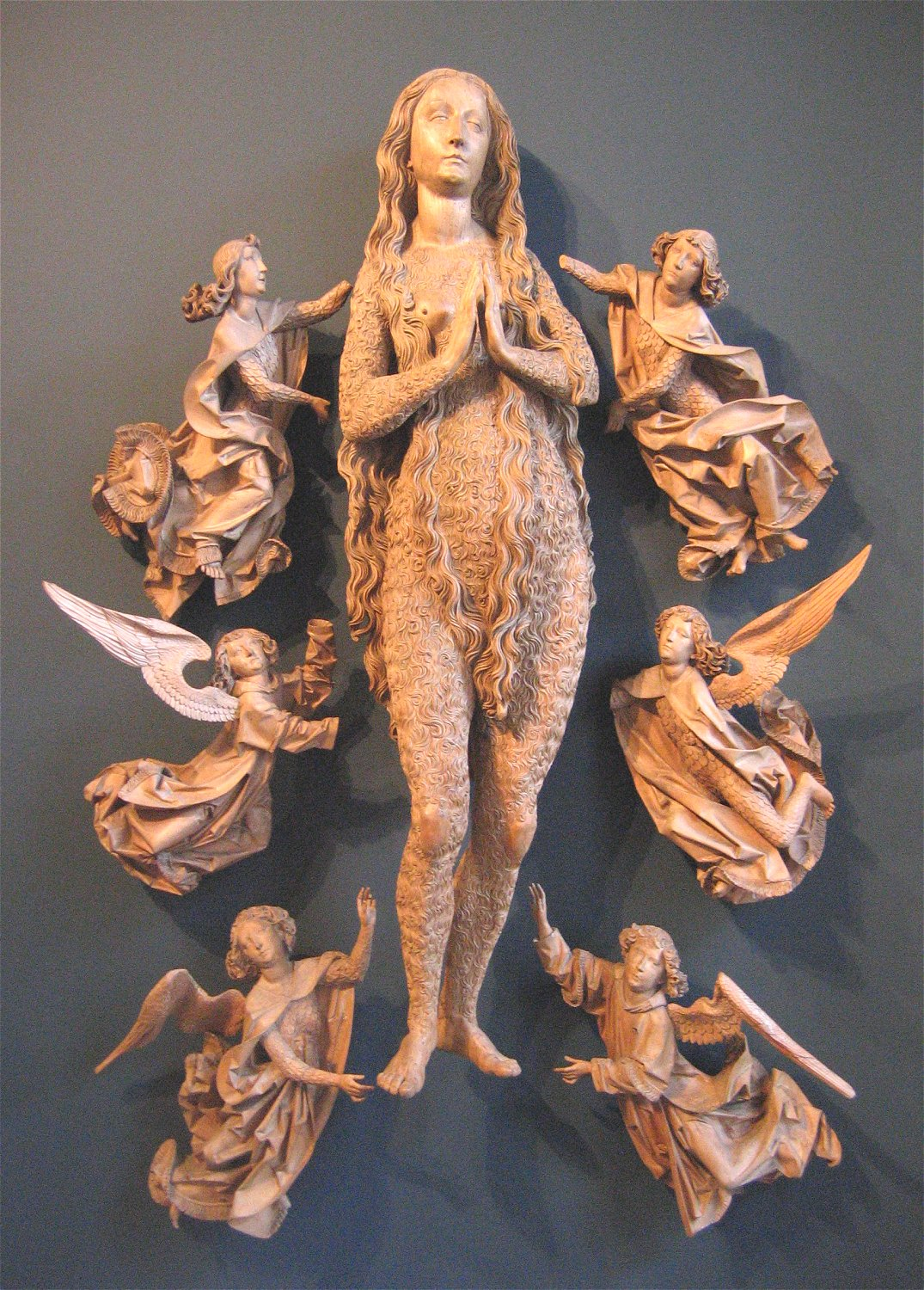
Santa Maddalena sollevata dagli angeli, dall'altar maggiore di Münnerstadt, 1490/92, Bayerisches Nationalmuseum
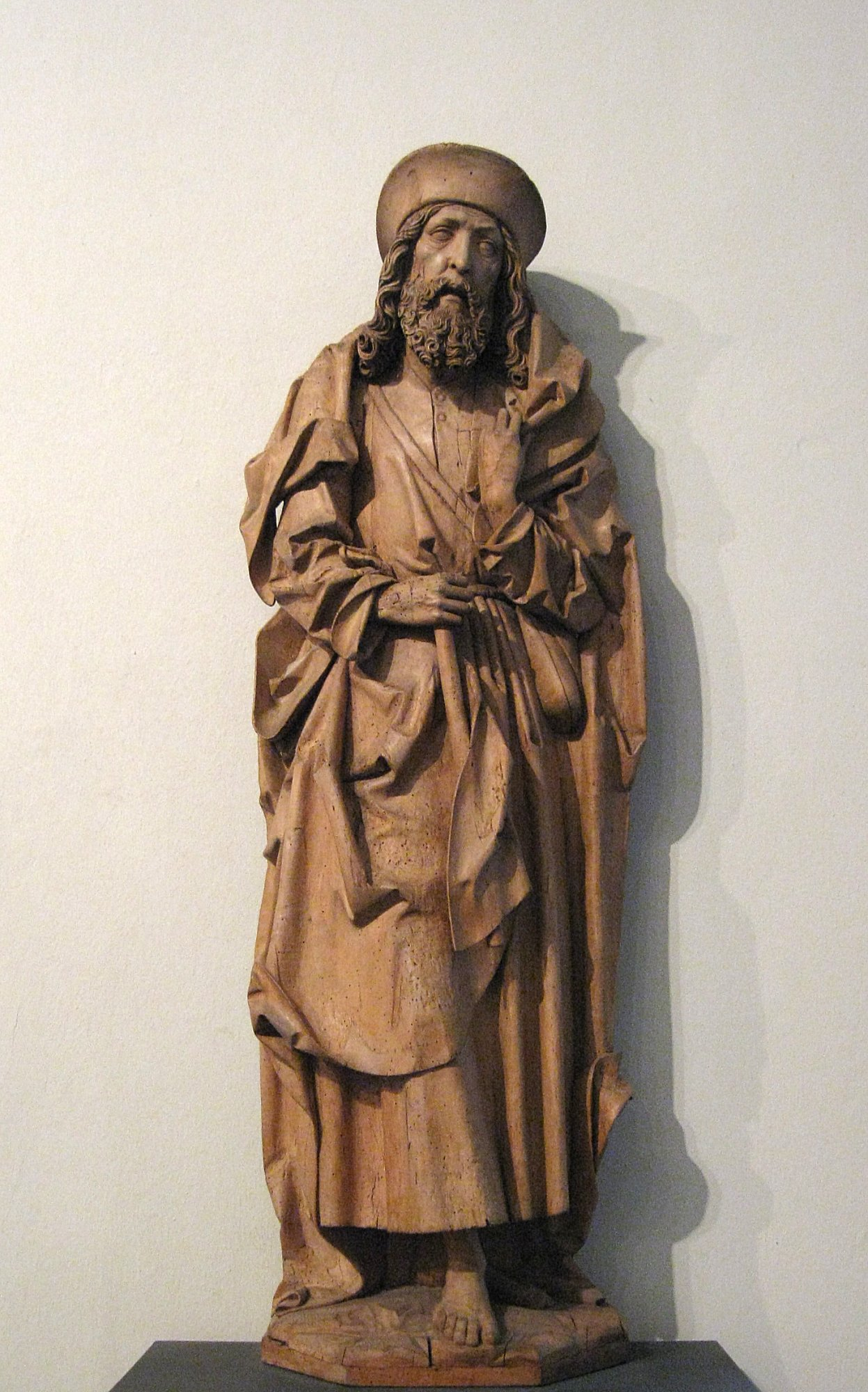
San Giacomo maggiore, ca. 1505, Bayerisches Nationalmuseum
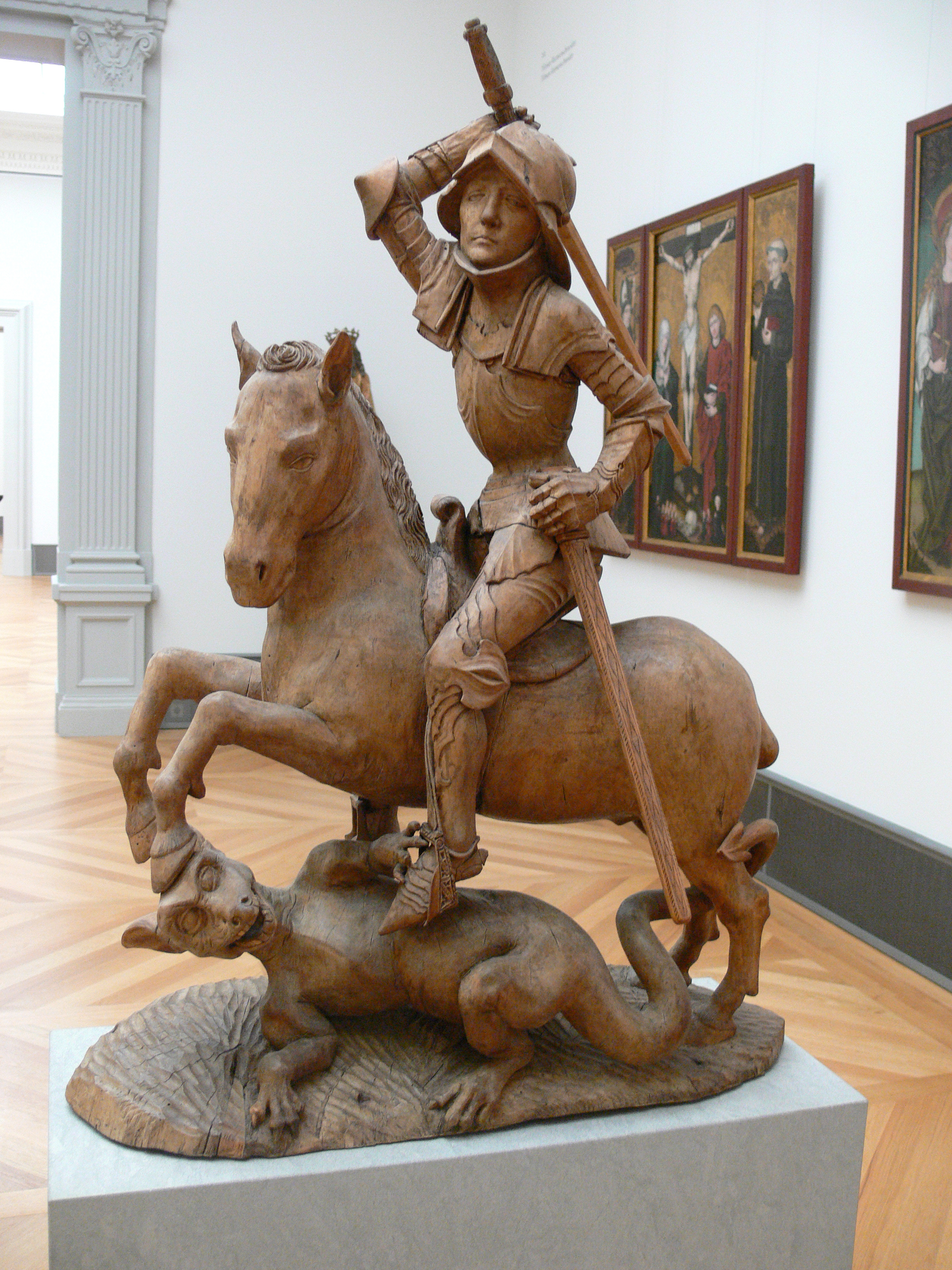
San Giorgio in lotta con il drago, verso 1490/1495 (Bode-Museum, Berlino)
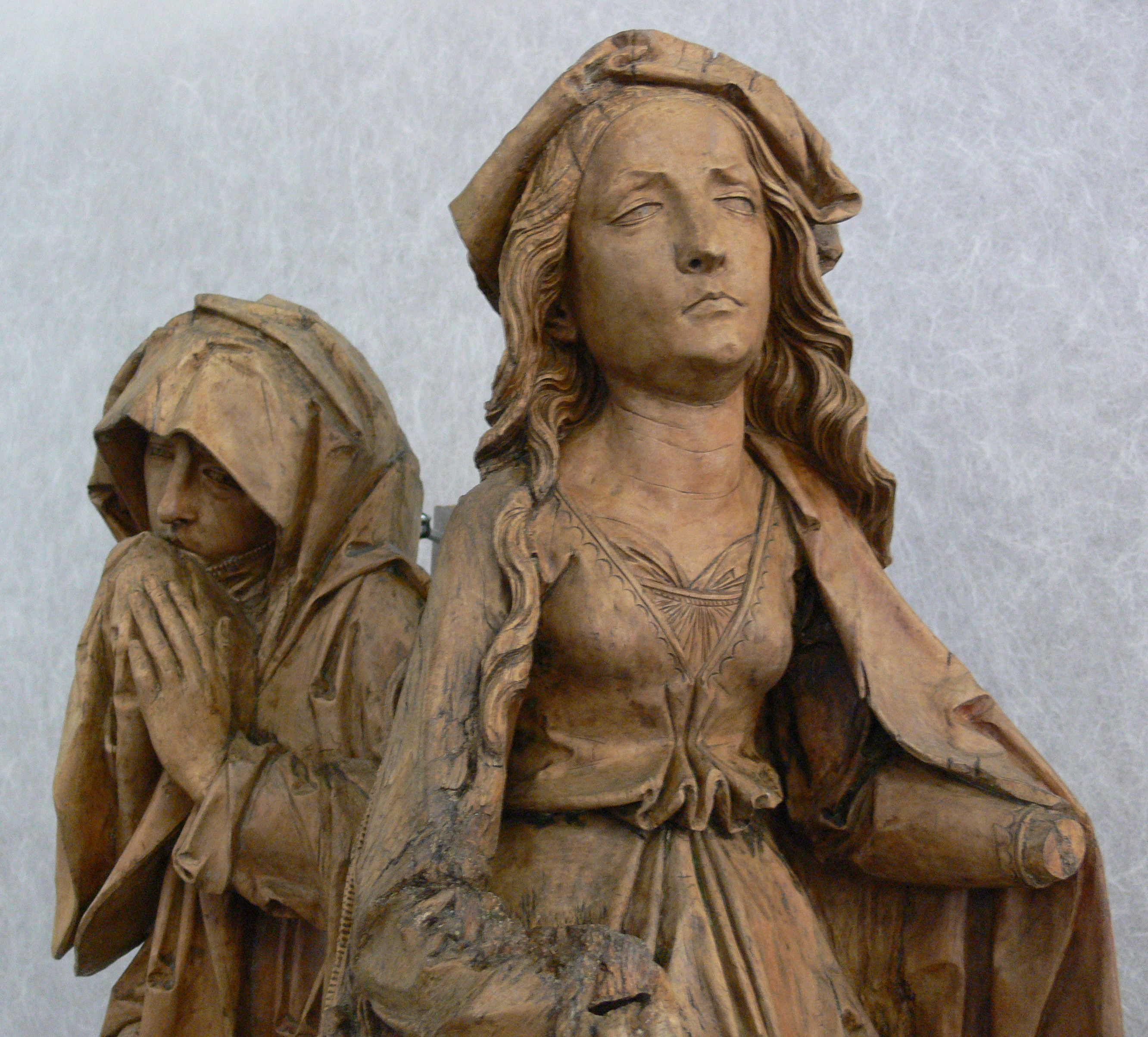
Donne piangenti, verso il 1508 (Landesmuseum Württemberg, Stoccarda)
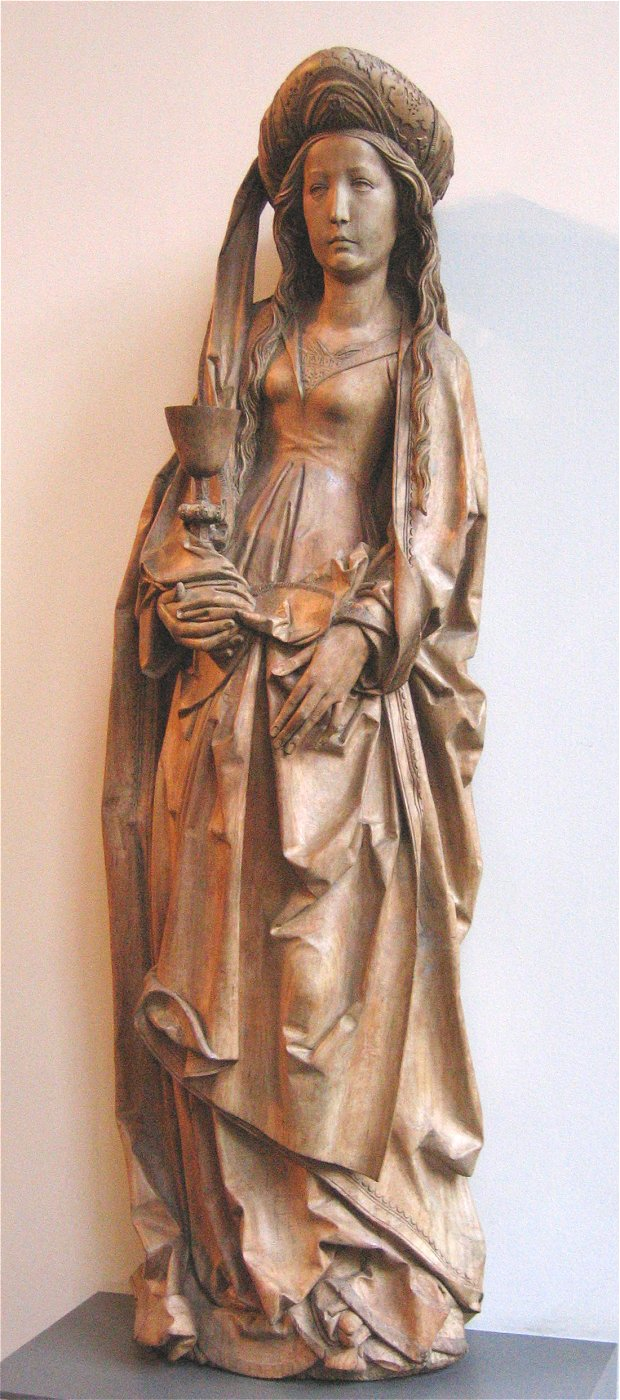
Santa Barbara, verso il 1510, Bayerisches Nationalmuseum

### Opere nelle chiese
Le opere di Riemenschneider sono concentrate in un raggio di circa 100 km intorno a Würzburg.
- Hassenbacher Vesperbild (la Pietà di Hassebach), in legno di tiglio, (1490) (Oberthulba, Chiesa parrocchiale del quartiere di Hassenbach),
- Apostel-Abschiedsaltar, datato 1491 (Kleinschwarzenlohe presso Norimberga, ev. Allerheiligenkirche)
- Retablo di Santa Maddalena, 1490/92, chiesa parrocchiale cattolica cittadina di Münnerstadt.
- Madonna in pietra, 1493, Collegiata di Neumünster a Würzburg.
- Adamo ed Eva, opera in pietra, 1491/94 (Würzburg, Mainfränkisches Museum).
- Tomba del vescovo Rudolf II di Scherenberg, 1496/99 (Duomo di Würzburg.)

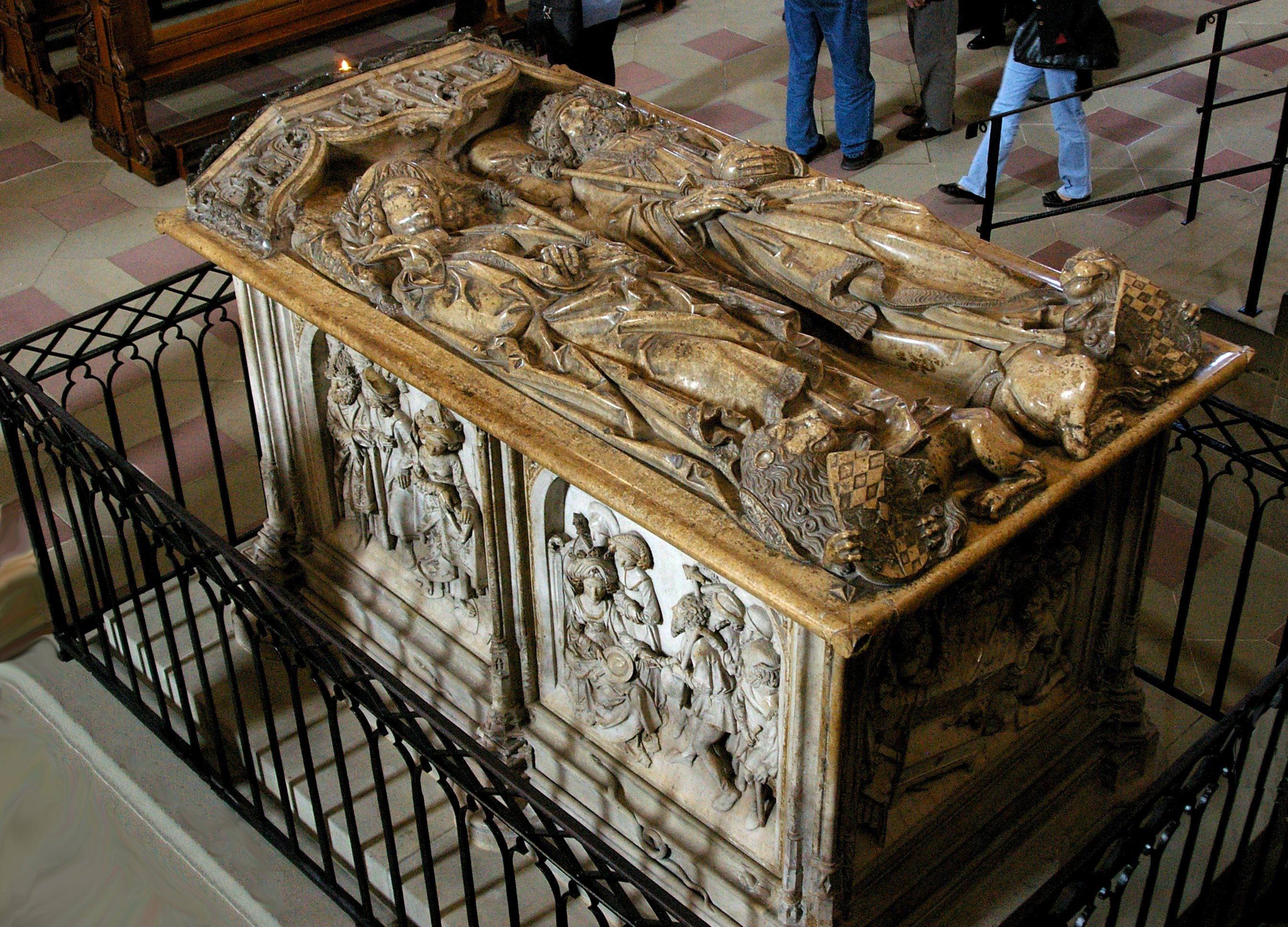
Tomba dell'imperatore Enrico II e della consorte santa Cunegonda nel Duomo di Bamberga.

- Tomba imperiale, 1499/1514, Duomo di Bamberga.[4]
- Retablo mariano di Creglingen, legno di tiglio, nella Herrgottskirche di Creglingen (tra il 1505 ed il 1508).
- Altare degli apostoli, altare dei Padri della Chiesa e altare dell'Annunciazione, legno di tiglio, 1500 (Chiesa di San Leo a Bibra).
- Crocifisso, tra il 1500 e il 1505 (Chiesa parrocchiale cattolica di Eisingen).
- Altare del Sacro Sangue, legno di tiglio, tra il 1501 ed il 1505 (Chiesa di San Giacomo a Rothenburg ob der Tauber)
- Altare dei Dodici apostoli, datato 1509 (Chiesa di san Chiliano a Bad Windsheim, ora nel Museo palatino della città di Heidelberg).
- Crocifissione, tra il 1505 ed il 1508 (Chiesa parrocchiale dei Ss.Pietro e Paolo a Detwang, Rothenburg ob der Tauber).
- Altare del Principe elettore Lorenz von Bibra, 1520/22 (Duomo di Würzburg).
- Madonna in una corona di rose, verso il 1521/24 (Santuario di "Maria im Weingarten", presso Volkach).
- Cristo piangente, pietra, 1525 (Chiesa cattolica di Sant'Afra, ex chiesa conventuale delle Cistercensi a Maidbronn presso Würzburg).
- Gruppo piangente Cristo, legno, verso il 1515, nella chiesa parrocchiale dei Santi Pietro e Paolo a Großostheim.
- Gruppo del Monte degli Ulivi, in pietra, posto nel 1510, Parrocchia di San Lorenzo (Cappella del Monte degli Ulivi), Heidingsfeld in Würzburg.
- Crocifisso, nella chiesa parrocchiale San Nicola, Steinach an der fränkischen Saale.

### Opere nei musei
- La collezione più completa delle sue opere, 81 pezzi, si trova nel Mainfränkisches Museum nella fortezza di Marienberg a Würzburg.
- Santa Barbara, verso il 1510, Museo nazionale bavarese, Monaco di Baviera.
- Donna dell'Apocalisse, 1495 (Museo di arte applicata, Colonia: Inv. Nr. A 1156.
- San Giorgio in battaglia contro il drago, verso il 1490/1495, Bode-Museum, Berlino
- Sant'Anna e i suoi tre mariti, legno, 1505/1510, Bode-Museum, Berlino
- Donne piangenti, legno di tiglio, verso il 1500, Landesmuseum Württemberg, Stoccarda

### Documentazione
In tedesco (salvo diversamente specificato):
- Michael Baxandall: Die Kunst der Bildschnitzer. Tilman Riemenschneider, Veit Stoß & ihre Zeitgenossen. München 2004, ISBN 3-406-52368-4
- Justus Bier: Tilman Riemenschneider. Würzburg 1925ff.
- Margit Brinke, Riemenschneider, Tilman, voce di Biographisch-Bibliographisches Kirchenlexikon (BBKL), band 8, spalten 321-327
- (EN)  Julien Chapuis u.a: Tilman Riemenschneider: Master Sculptor of the Late Middle Ages. (Ausstellungskatalog Washington/New York 1999/2000). New Haven (u.a.), Yale University Press, 1999. ISBN 0-300-08162-6 (Hardcover) und ISBN 0-89468-244-X (Softcover)
- Max H. von Freeden:  Tilman Riemenschneider. Leben und Werk (Deutsche Lande - Deutsche Kunst). 5. Auflage, München/Berlin 1981
- Friedrich Haack: Riemenschneider, Tilman, voce di Allgemeine Deutsche Biographie (ADB), Band 55, Duncker & Humblot, Leipzig 1910, S. 872–879.
- Kerstin Petermann: Riemenschneider, Tilman, voce di Neue Deutsche Biographie (NDB), Band 21, Duncker & Humblot, Berlin 2003, S. 594–596.
- Iris Kalden-Rosenfeld: Tilman Riemenschneider und seine Werkstatt. Mit einem Katalog der allgemein als Arbeiten Riemenschneiders und seiner Werkstatt akzeptierten Werke. Einführung von Jörg Rosenfeld. 3., verbesserte und erweiterte Auflage Königstein i. Ts. 2006, ISBN 3-7845-3224-1 und (englische Ausgabe 2004) ISBN 3-7845-3223-3.
- Claudia Lichte (Hrsg.): Tilman Riemenschneider, Werke seiner Blütezeit. Regensburg 2004, Katalog zur gleichnamigen Ausstellung.
- Jürgen Lenssen (Hrsg.): Tilman Riemenschneider, Werke seiner Glaubenswelt. Regensburg 2004, Katalog zur gleichnamigen Ausstellung.
- Erik Soder von Güldenstubbe, u. a.: Tilman Riemenschneider, Gesichter der Spätgotik und sein Erbe im Taubertal. Gerchsheim 2004, ISBN 3-934223-15-X
- Leo Weismantel: Dill Riemenschneider, Union Verlag VOB, Berlin, 5. Auflage 1979
- Hanswernfried Muth (aktualisiert von Iris Kalden-Rosenfeld): Riemenschneider in Franken. Königstein im Taunus 2009 (= Langewiesche Bücherei), ISBN 978-3-7845-1245-7
- Carl Becker:  Leben und Werke des Bildhauers Tilmann Riemenschneider, eines fast unbekannten aber vortrefflichen Künstlers am Ende des 15. und Anfang des 16. Jahrhunderts.  Leipzig,  Rudolph Weigel, 1849

### Romanzi
- Tilman Röhrig: Riemenschneider. Historischer Roman, Piper, München, 2007. ISBN 978-3-492-05055-5
- Karl Heinrich Stein: Tilman Riemenschneider im deutschen Bauernkrieg. Geschichte einer geistigen Haltung. Wien 1937, Zürich 1944 und 1953.